# 김경훈 (태권도 선수)
김경훈(金慶訓, 1975년 7월 15일 ~ )은 대한민국의 전 남자 태권도 선수이다. 2000년 하계 올림픽에 참가하여 금메달을 획득하였다.

## 약력
김경훈은 1997년 세계 태권도 선수권 대회 대표팀에 발탁되어 페더급으로 출전하였고, 동메달을 획득하였다. 이후 시드니 올림픽 대표팀 선발전에도 참여하였다. 당시 바르셀로나 올림픽에서 우승하였던 김제경선수가 우위에 있었으나, 허벅지 부상으로 기권하였고, 문대성선수와의 시합에서 3-2로 승리해 대표팀에 발탁되었다. +80kg급 결승에 올라선 그는 호주의 대니얼 트랜튼선수를 꺽고 금메달을 획득하였다. 2002년 아시안 게임에서는 시드니 올림픽에서 대결했던 문대성선수와 체급이 달라 동시에 대표팀에 발탁되었고, 두 사람다 금메달을 획득하였다. 2002년 아시안 게임을 마지막으로 선수생활에서 은퇴하였다.

## 학력
- 동성고등학교
- 한국체육대학교